# Thank God It’s Christmas
Thank God It’s Christmas – bożonarodzeniowa piosenka brytyjskiego zespołu Queen, która została wydana na singlu w 1984 roku. Autorami utworu są członkowie grupy, gitarzysta Brian May i perkusista Roger Taylor. Kompozycja nie została wydana na żadnym ze studyjnych albumów formacji; dopiero w 1999 roku umieszczono ją na albumie kompilacyjnym Greatest Hits III.

## Popularność
W okresie Bożego Narodzenia 1984 i Nowego Roku utwór przez sześć tygodni utrzymywał się na brytyjskiej liście przebojów, osiągając 21. miejsce.
W głosowaniu przeprowadzonym w 2011 roku wśród czytelników amerykańskiego czasopisma muzycznego Rolling Stone, utwór ten znalazł się na miejscu 3. wśród bożonarodzeniowych piosenek wszech czasów.

## Utwór na wydawnictwach
Piosenka nie pojawiła się na żadnym regularnym albumie, a jedynie na kompilacji największych przebojów Greatest Hits III. Wcześniej (w 1995 roku) pojawił się jako strona B trudno dostępnego singla „A Winter’s Tale” z albumu Made in Heaven.

## Listy przebojów
| Kraj | Lista                          | Pozycja | Źr.   |
| ---- | ------------------------------ | ------- | ----- |
| EU   | European Top 100 Singles       | 64      | [ 7 ] |
| IE   | Top 100 Singles                | 8       | [ 8 ] |
| GB   | Official Singles Chart Top 100 | 21      | [ 3 ] |

| Kraj   | Lista                          | Pozycja | Źr.    |
| ------ | ------------------------------ | ------- | ------ |
| AT     | Ö3 Austria Top 40              | 21      | [ 9 ]  |
| BE-VLG | Ultratop 50 Singles (Flandria) | 11      | [ 10 ] |
| DE     | Single Top 100                 | 57      | [ 11 ] |

Późniejsze notowania singla/piosenki
| Rok  | Kraj | Lista              | Pozycja | Źr.    |
| ---- | ---- | ------------------ | ------- | ------ |
| 2014 | DK   | Airplay Top-20     | 20      | [ 12 ] |
| 2015 | PL   | AirPlay – Top 100  | 39      | [ 13 ] |
| 2017 | DE   | Single Top 100     | 18      | [ 11 ] |
| 2018 | AU   | Top 100 Singles    | 80      | [ 14 ] |
| 2018 | DK   | Tracklisten Top 40 | 34      | [ 15 ] |
| 2018 | DE   | Single Top 100     | 16      | [ 11 ] |
| 2018 | NL   | Single Top 100     | 26      | [ 16 ] |
| 2018 | PL   | AirPlay – Top 100  | 43      | [ 17 ] |
| 2018 | CH   | Singles Top 100    | 36      | [ 18 ] |
| 2018 | IT   | Top Singoli        | 79      | [ 19 ] |

| Rok  | Kraj | Lista                          | Pozycja | Źr.    |
| ---- | ---- | ------------------------------ | ------- | ------ |
| 2019 | PL   | AirPlay – Top 100              | 50      | [ 20 ] |
| 2019 | GB   | Official Singles Chart Top 100 | 86      | [ 21 ] |
| 2020 | AT   | Ö3 Austria Top 40              | 15      | [ 9 ]  |